# Magdalenabergkirche

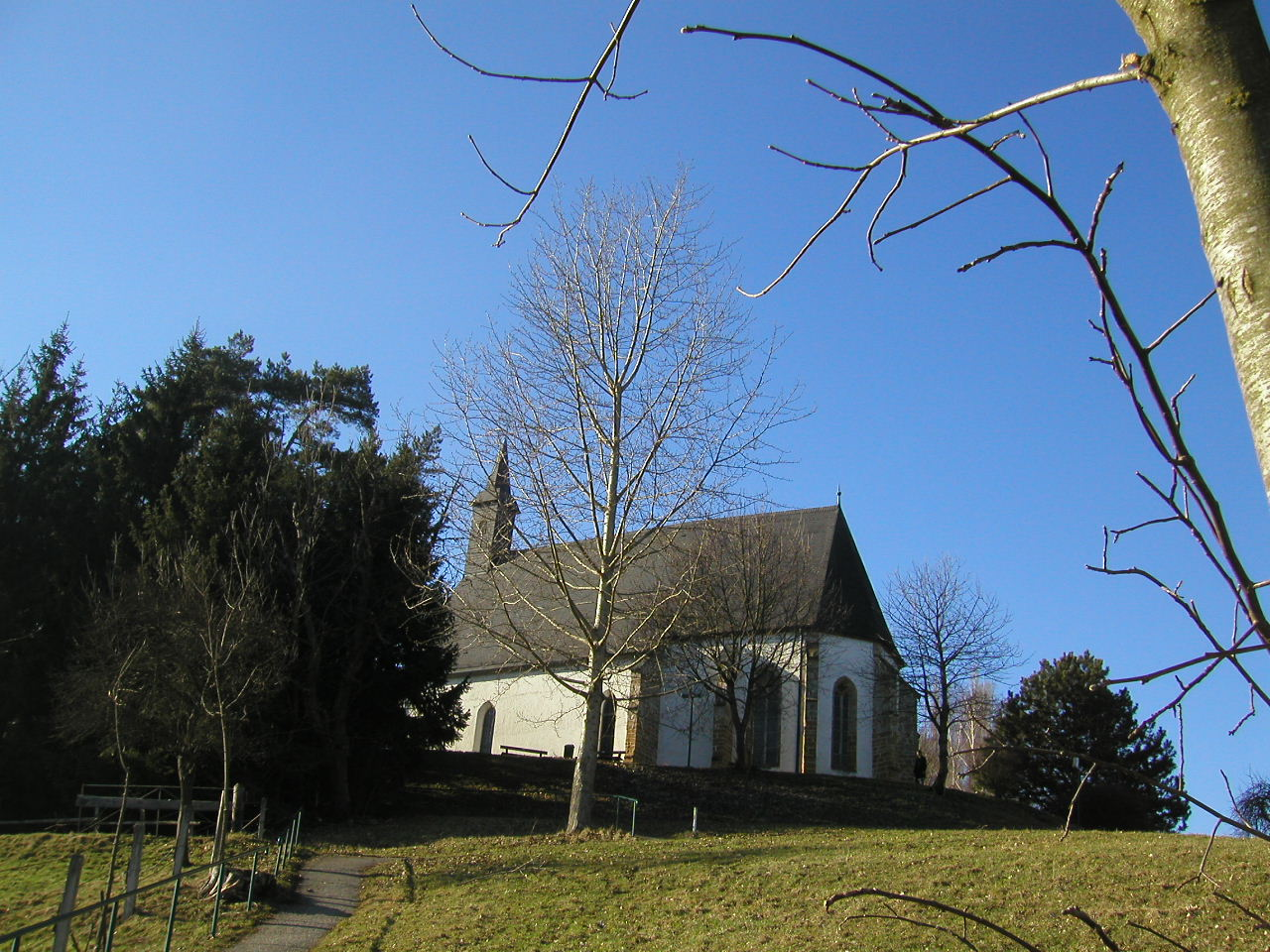
Kirche am Magdalenaberg

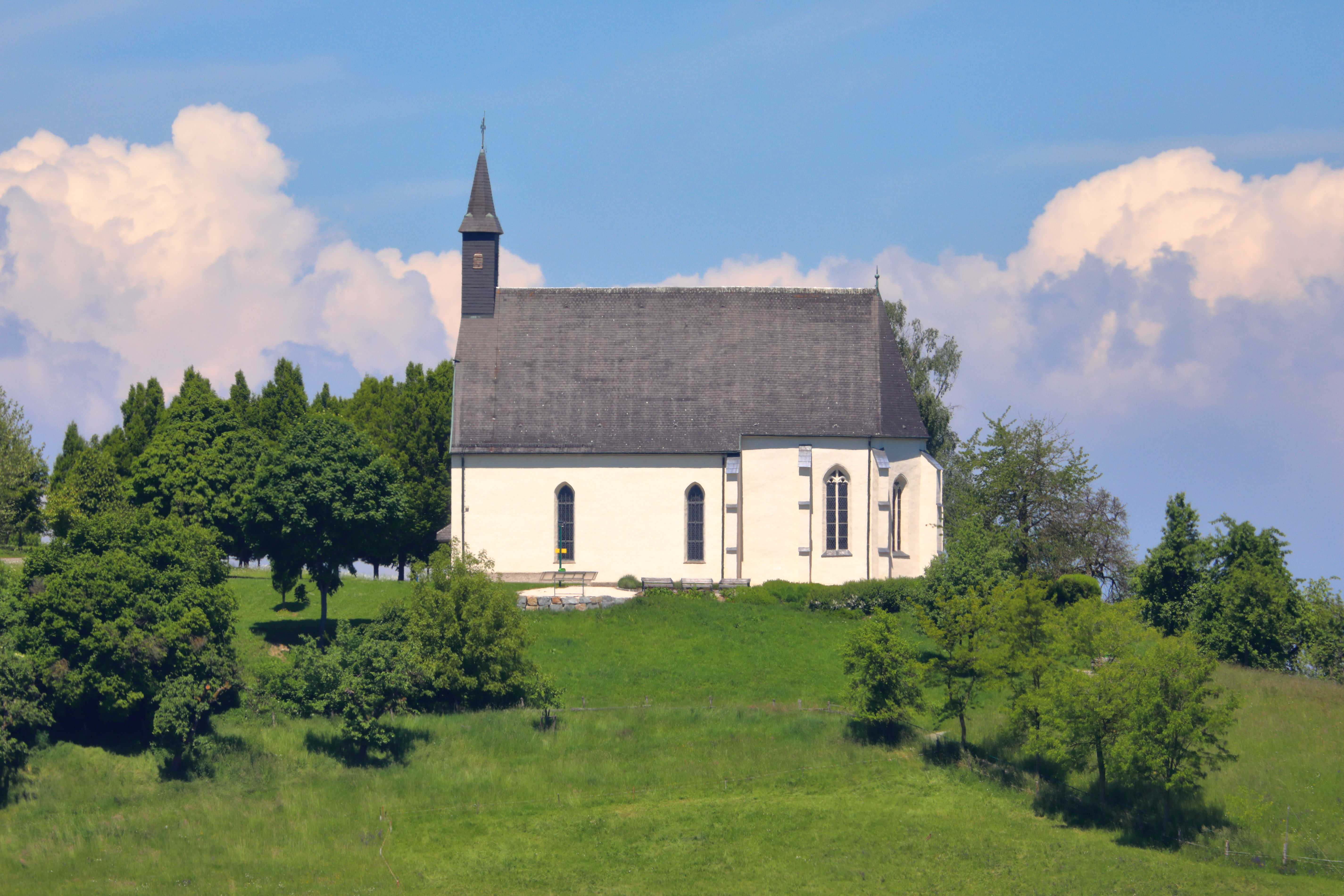
Südansicht der Kirche

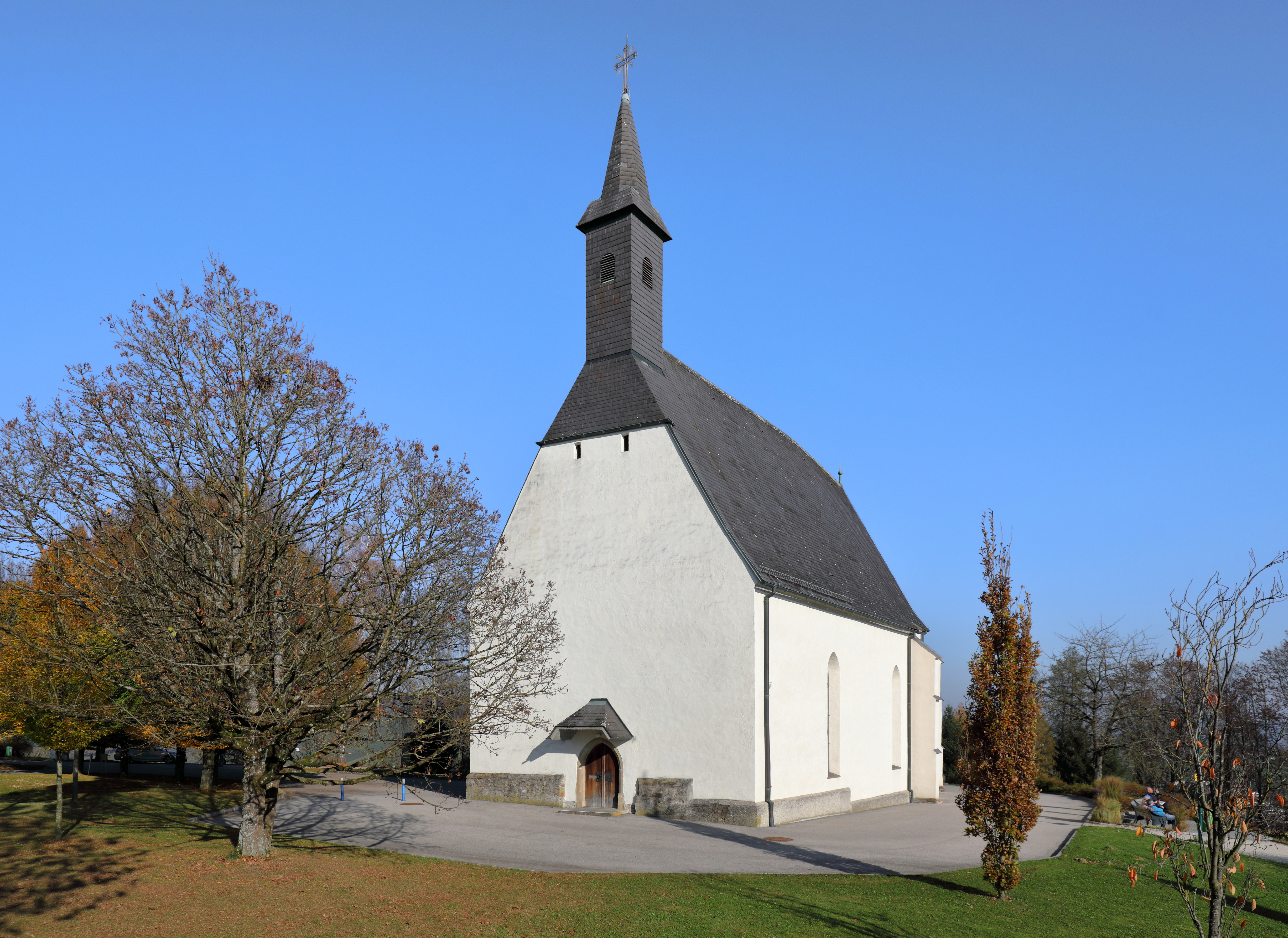
Südwestansicht der Kirche

Die römisch-katholische Magdalenabergkirche steht auf einem Höhenrücken in der Gemeinde Bad Schallerbach im Bezirk Grieskirchen in Oberösterreich und ist ein Wahrzeichen der Gemeinde. Sie ist der heiligen Maria Magdalena geweiht und gehört zur Pfarre Bad Schallerbach im Dekanat Wels in der Diözese Linz. Das Bauwerk steht unter Denkmalschutz (Listeneintrag).

## Lage
Das Kirchengebäude liegt am Sporn des 411 Meter hohen Magdalenabergs und ist dadurch weitum sichtbar.

## Geschichte
Der Magdalenaberg diente möglicherweise bereits in früher christlicher Zeit als Stätte der Gottesverehrung. Der Sage nach soll der hl. Severin von Noricum († 482) hier gepredigt haben.
Die Kirche wurde um 1400 im gotischen Stil erbaut. Die erste urkundliche Überlieferung stammt aus dem Jahr 1423. Die Magdalenabergkirche ist vermutlich eine Stiftung der Herren von Polheim, deren Stammburg im sieben Kilometer entfernten Pollham lag und die 1398 das nur drei Kilometer entfernte Schloss Tegernbach erworben hatten. Die Magdalenabergkirche gehörte zur Pfarre Schönau und unterstand wie diese bis 1706 dem Stift Mondsee. Auf Anordnung von Joseph II. musste die Magdalenabergkirche im Jahre 1786 verkauft werden. Ein Bauer erwarb das Gotteshaus, gab es später aber der Pfarre Schönau zurück und rettete es damit vor dem Verfall.
Die Kirche auf dem Magdalenaberg wurde um 1970 umfassend restauriert, 2004 und 2013 renoviert.

## Architektur
Das einschiffige Langhaus ist durch eingezogene Strebepfeiler 4-jochig. Das Stichkappengewölbe hat vermutlich ein ursprüngliches Netzgewölbe ersetzt. Der spätgotische Altarraum mit Netzrippengewölbe weist als Besonderheit einen deutlichen Achsknick auf: Die Bauachse des Chores ist nämlich gegenüber der des Schiffes nach Norden verschoben. Dieser Achsknick ist auch von außen am leicht gebogenen Dachfirst zu erkennen.

## Ausstattung

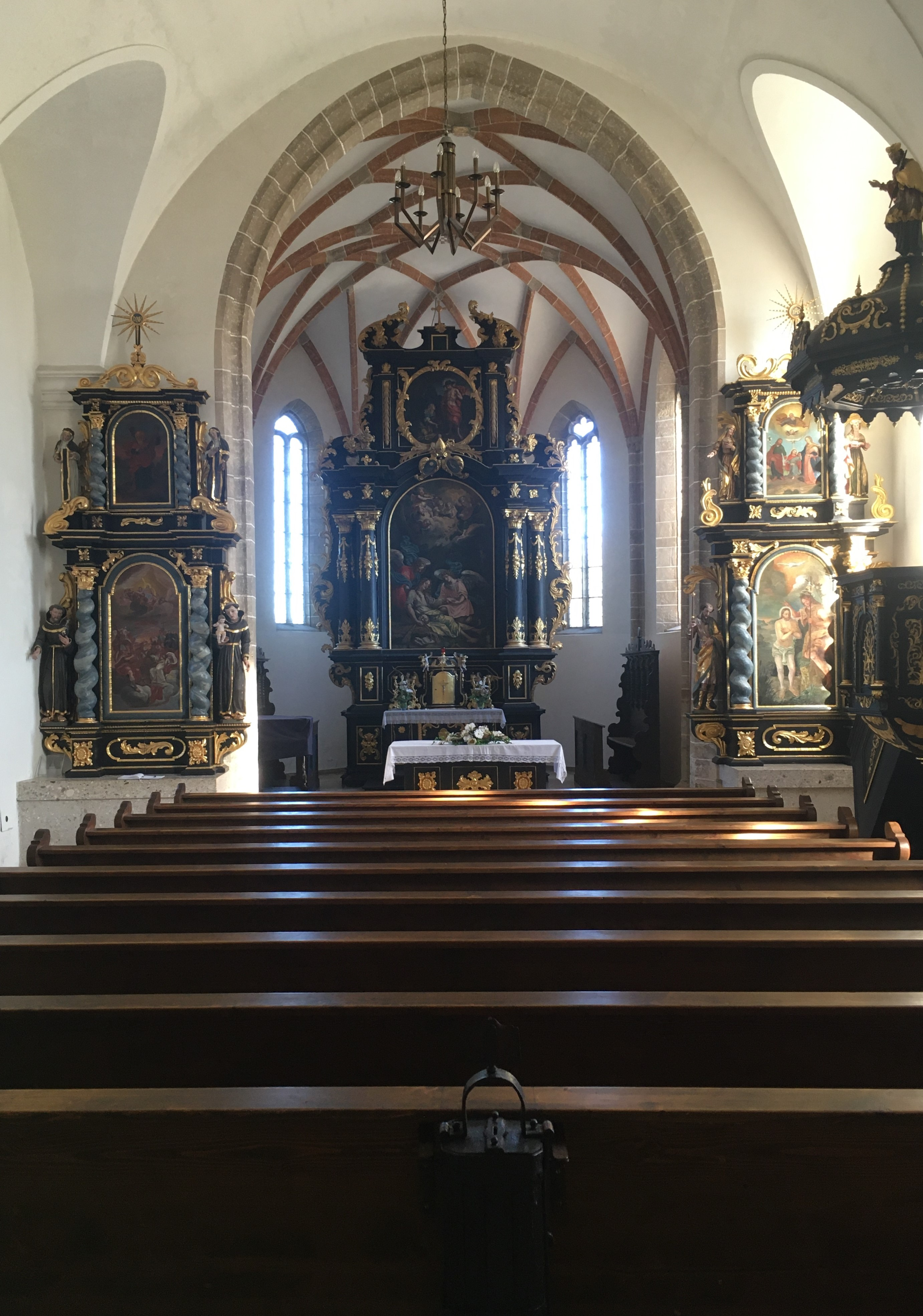
Innenansicht mit sichtbarem Achsknick nach Norden

Der Großteil der Innenausstattung (Hochaltar, Seitenaltäre, Chorgestühl, Kanzel) wurde von etwa 1640 bis Ende des 17. Jahrhunderts im Stile des Barock geschaffen.
Das rundbogige Hauptgemälde des Hochaltars stellt den Tod der Kirchenpatronin Maria Magdalena dar. Das runde Gemälde im Aufsatz zeigt ihre Begegnung am Ostermorgen mit dem auferstandenen Christus als vermeintlichem Gärtner. Beide Bilder schuf Bruder Aemilian Rösch aus Mondsee im Jahr 1696. Zwischen den Gemälden befindet sich das Wappen des Klosters Mondsee mit dem Abtwappen. An den auffallend schmalen Altar schließt beidseitig das barocke Chorgestühl an. 

## Umgebung
Der Innsbrucker Künstler Max Spielmann schuf 1976 das Florian-Denkmal, das am Vorplatz nördlich der Kirche aufgestellt ist.
Am Beginn der Allee, die zur Magdalenabergkirche führt, steht ein Denkmal zu Ehren des Linzer Bischofs Franz Joseph Rudigier. An dieser Stelle stand bis 1974 die zehnte Station des Kreuzwegs, der von der Filialkirche Schönau zur Magdalenabergkirche hinaufführte und am 2. Mai 1860 von Bischof Rudigier eingeweiht worden war.